# Førde flygplats, Bringeland
Førde flygplats, Bringeland (bokmål: Førde lufthavn, Bringeland, nynorska: Førde lufthamn, Bringeland) är en regional flygplats belägen 12,6 kilometer sydväst om Førde i Sunnfjords kommun, Vestland fylke i västra Norge. Flygplatsen ägs och drivs av Avinor. 

## Faciliteter
Det finns inga restauranger eller butiker på flygplatsen. Biluthyrning står Avis och Hertz för. Avgiftsbelagd parkering finns vid närheten av terminalen.

## Marktransport
Det går flygbussar till och från varje avgång till Førde centrum. Taxiservice i form av tre taxibolag finns tillgängliga vid flygplatsen.